# Francisco Ayala
Francisco Ayala García-Duarte (n. 16 martie 1906, Granada, Andaluzia, Spania – d. 3 noiembrie 2009, Madrid, Spania) a fost un profesor și scriitor spaniol. La vârsta de 19 ani a publicat primul său roman: Tragicomedia de un hombre sin espíritu.